# .tc
.tc ist die länderspezifische Top-Level-Domain (ccTLD) der Turks- und Caicosinseln, die zum Vereinigten Königreich gehören. Sie existiert seit dem 27. Januar 1997 und wird von der ortsansässigen Melrex TC verwaltet. Melrex tritt öffentlich unter der Marke AdamNames auf und betreibt auch .vg und .gd.

## Eigenschaften
Es gibt keine besonderen Einschränkungen für Inhaber, grundsätzlich darf jede natürliche oder juristische Person eine .tc-Domain registrieren. Die Domain ist nicht nur auf den Turks- und Caicosinseln, sondern auch in der Türkei weit verbreitet, da die Abkürzung tc für Türkiye Cumhuriyeti (Türkische Republik) steht.
Bemerkenswert ist, dass die Vergabestelle AdamNames von August bis Oktober 2012 die Vergabe neuer .tc-Domains unterbrochen hatte. Grund war nach Angaben des Unternehmens eine Änderung an der technischen Infrastruktur.